# Дождь, Сергей
Сергей Дождь (настоящее имя — Сергей Валерьевич Муравьев; род. 15 апреля 1965 года, Москва, СССР) — российский художник, искусствовед, абстракционист, график, кандидат искусствоведения (2013), почетный член Российской академии художеств (РАХ), основоположник художественного направления сайарсизм.

## Биография
Сергей Дождь родился 15 апреля 1965 года в Москве.
В 1982 году окончил среднюю школу в Подмосковье.
1982—1988 — получение высшего образования в МГТУ имени Баумана.
1989 по 1991 — обучение в аспирантуре МГТУ имени Баумана.
В 2013 году Сергей Дождь защитил кандидатскую диссертацию по искусствоведению во Всероссийском НИИ технической эстетики.
В 2014 году было присвоено звание почетного академика РАХ.
Сергей Дождь является членом жюри международного конкурса Лучший художник, проводимого в Украине.
В 2014 году Сергей Дождь участвовал в фестивале изобразительного искусства «АРТ СЛОЙ», который проходил в Волгограде.
В 2015 году абстракция Сергея Дождя была продана за 17,5 тысяч фунтов и стала второй по стоимости картиной торгов Bonhams.
В 2015 году работы Сергея Дождя совместно с художниками-сайарсистами из России, США, Германии и Италии выставлялись в Мраморном дворце Русского музея.
В 2017 году Сергей Дождь передал два полотна в коллекцию современного искусства Русского музея.

## Творчество
Сергей Дождь — основоположник художественного направления сайарсизм. Это международное движение художников, которые разрабатывают систему понимания абстрактного искусства.
Сайарсическая теория предложила систему понимания художественной абстракции, новый художественный язык, сайарсическую семиотику, где квадрат — это мысль, круг — чувство, треугольник — интуиция. Теория выделила главную особенность сайарсического стиля — полную универсальность.
Сайарсизм — это философия, которая позволяет творчески развивать не только искусство и культуру, но и сознание человека, мораль, общество, духовность. Искусствовед, заведующий отделом новейших течений Государственного Русского музея Александр Боровский определил это направление как «новую волну русского авангарда и русской философской школы, которая может оказать большое воздействие на глобальное культурное пространство».

## Собрания
- Государственный Русский музей (Санкт-Петербург, Россия)[9]
- Big House Museum — Центр современного искусства (Ухань, Китай)[10]
- Today Art Museum (Пекин, Китай)[11]
- Музей Академии изящных искусств (Варшава, Польша)
- Научно-исследовательский музей Российской Академии художеств (Санкт-Петербург, Россия)
- Музей Мюнхенской Академии художеств (Мюнхен, Германия)
- Kolodzei Art Foundation (Хайленд Парк, США)
- Музей русского искусства (MoRA) (Джерси-Сити, США)[12]

## Выставки

### Персональные выставки
- 2017 • Сайарсизм в Государственном Русском Музее — Музей Людвига в Русском Музее (Санкт-Петербург, Россия)[9]
- 2016 • Art Southampton presented by Art Miami (Саутгемптон, США)
- 2016 • Art New York presented by Art Miami (Нью-Йорк, США)
- 2015 • Ning Space Museum (Пекин, Китай)
- 2015 • Today Art Museum (Пекин, Китай)[13]
- 2014 • Абстракция XXI века. К столетию «Черного квадрата» Казимира Малевича (Варшава, Польша)
- 2014 • Что за «Черным квадратом» Казимира Малевича? Галерея 25-й кадр. (Москва, Россия)
- 2014 • Санкт-Петербургская Академия Искусств (Санкт-Петербург, Россия)
- 2014 • Museum of Russian Art — MoRA (Нью-Джерси, США)
- 2014 • Центр дизайна Artplay (Москва, Россия)
- 2014 • Beaver Hall Gallery (Торонто, Канада)
- 2013 • Русский Дом при Российском посольстве в Берлине (Берлин, Германия)
- 2013 • Центральный Московский Дом Художника (Москва, Россия)
- 2012 • Государственный Музей современной истории России (Москва, Россия)

### Групповые выставки
- 2021 • Выставка Advent. Новая Третьяковская галерея (Москва, Россия)[14]
- 2021 • Выставка Сайарсизм и Сайарсисты. Московский Музей современного искусства (Москва, Россия)[15]
- 2021 • Первый в мире Международный конкурс «Лучший художник в области современного искусства, абстракции и сайарсизма». Музей истории Киева (Киев, Украина)
- 2021 • Винницкий областной художественный музей (Винница, Украина)
- 2019 • Сайарсизм и Сайарсисты в Государственном Русском Музее — Музей Людвига в Русском Музее (Санкт-Петербург, Россия)
- 2017 • Osthaus Museum (Хаген, Германия)
- 2016 • Artblend Gallery (Майами, США)
- 2016 • Ассоциация художников Хайнаня (Хайнань, Китай)
- 2016 • Big House — центр современного искусства в Ухане (Ухань, Китай)
- 2016 • 14th Art&Frame EXPO (Дуньхуан, Китай)
- 2016 • Шагал и его русские современники. Русский Музей в филиале Центра Помпиду в Малаге (Малага, Испания)
- 2015 • Музей современного искусства (Ярославль, Россия)
- 2015 • Выставка ВОКРУГКВАДРАТА. Российская Академия искусств (Москва, Россия)
- 2015 • Living Tomorrow (Вилворде, Бельгия)
- 2015 • Русский Павильон 10-я выставка (Нью-Йорк, США)
- 2014 • Выставка 0/4 на Красном Октябре (Москва, Россия)
- 2014 • Scope Art Basel week (Майами, США)
- 2014 • BARSKY GALLERY (Нью-Джерси, США)
- 2014 • Международный фестиваль «АРТ СЛОЙ» (Волгоград, Россия)
- 2014 • Gitana Rosa Gallery In Chelsea (Нью-Йорк, США)
- 2014 • Gitana Rosa at Art Market Hamptons (Нью-Йорк, США)
- 2014 • Museum of Russian Art Hot Art Chelsea (Нью-Йорк, США)
- 2014 • Фестиваль «ОТКРЫТО!» в воронежкской академии искусств (Воронеж , Россия)
- 2014 • Erarta Galleries (Нью-Йорк, США)
- 2014 • SCOPE ARMORY WEEK (Нью-Йорк, США)
- 2014 • Благотворительный аукцион и бал губернатора (Воронеж, Россия)
- 2014 • Галерея Марата Гельмана, Винзавод (Москва, Россия)
- 2013 • Select Art Fair (Майами, США)
- 2013 • Выставка Параллельное искусство, Kunstraum der Ringstrassen Galerien (Вена, Австрия)
- 2013 • 5-я московская биеннале современного искусства (Москва, Россия)
- 2013 • Выставка Абстрактное искусство в современной России. Идеальное пространство II (Москва, Россия)

## Публикации
- Пси-Абстрационизм. / Москва, ОАО «Типография Новости», 2012
- ПСИ АРТ. Новое пространство для искусства. / Берлин, Германия, издательство «Damm und Lindlar Verlag», 2014, ISBN 978-39815294-3-2
- Журнал «Art Profil» — 2013, 2016, 2017 / Мангейм, Германия
- Сайарсизм. Основы науки о внутреннем художественном пространстве / Тверь: ООО «ИПК Парето-Принт», 2015, ISBN 978-5-906447-06-7
- Сайарсизм. Основы науки о внутреннем художественном пространстве. Выставка ВОКРУГКВАДРАТА в Российской Академии Художеств / Москва: Типография «На Брестской», 2015
- ФГБУК «Государственный Русский музей» Сергей Дождь / Альманах. Вып. 509 СПб: Palace Editions, 2017, ISBN 978-5-93332-591-8 (Россия)
- The State Russian Museum Sciarsism / Almanac. Ed. 509. Palace Editions, St. Petersburg, 2017, ISBN 978-3-906917-08-5 (International).
- ФГБУК «Государственный Русский музей» Сайарсизм и сайарсисты / Альманах. Вып. 566 СПб: Palace Editions, 2019, ISBN 978-5-93332-661-8 (Россия).[16]
- The State Russian Museum Sciarsism / Almanac. Ed. 566. Palace Editions, St. Petersburg, 2019, ISBN 978-3-906917-50-4 (International).
- Искусство. Метамарфозы и дискуссии / Материалы международной конференции. Министерство культуры, Национальная академия культуры Украины, Издательство Спринт-Сервис, Украина, Киев, 2021, ISBN 978-617-7021-85-7.
- Art: metamorphoses and discourses. Collective monograph. National Academy of Culuture and Arts Management, PO The Best Artist, /Riga, Latvia: Baltija Publishing, 2021, ISBN 978-9934-26-150-3.